# Rattus vandeuseni
Rattus vandeuseni là một loài động vật có vú trong họ Chuột, bộ Gặm nhấm. Loài này được Taylor & Calaby mô tả năm 1982.